# Tokyo Style
Tokyo Style (働きマン Hataraki Man?, hombre trabajador) es un manga realizado por Moyoco Anno, considerado como Josei. A finales del 2006 fue llevado al anime por el estudio GALLOP, el cual consta de 11 capítulos. También fue adaptado a un dorama a finales del 2007, con un total de 11 episodios, y fue dirigido por Nagumo Seichi y Sakuma Noriko.

## Reseña
Matsukata Hiroko es una mujer de 28 años de edad, es fuerte, independiente, talentosa y muy trabajadora. Es editora en la revista semanal JIDAI, y sus colegas la llaman Hataraki Man (literalmente "hombre trabajador") a causa de su dedicación al trabajo. A pesar de ser exitosa en el ámbito laboral, su vida no es lo que ella esperaba, dado que ocupa la mayor parte de su tiempo en las actividades del trabajo.

## Personajes
- Hiroko Matsukata
- Maiko Kaji
- Akihisa Kobayashi
- Mayu Nagisa
- Kimio Narita
- Yumi Nogawa
- Fumiya Sugawara
- Kunio Tanaka
- Tatsuhiko Umemiya
- Shinji Yamashiro

## Música
Anime
- Opening-Working Man (Hataraku Otoko) por PUFFY
- Ending-Shangri-La por Chatmonchy

Dorama
- Opening-Ukiyo CROSSING por UVERworld
- Ending-Hataraki Man Ondo por Hataraki Mitsuru